# Joanna Van der Heyden
Joanna Van der Heyden is een Belgische programmamaakster en presentatrice bij radio Klara.
Van der Heyden studeerde geschiedenis en criminologie aan de Vrije Universiteit Brussel. Ze presenteerde het Radio 3 ochtendprogramma Drieklank en was op televisie de vrouwenstem van 'Histories'.
In 2024 verdedigde ze met succes haar proefschrift aan de Universiteit Antwerpen over de muziekkritiek in Belgische muziektijdschriften tussen 1830 en 1880.

## Studies
- Geschiedenis – Vrije Universiteit Brussel (1977 - 1981)
- Criminologie – Vrije Universiteit Brussel (1981 - 1984)